# Street Fighter Alpha
Street Fighter Alpha: Warriors' Dreams (llamado Street Fighter Zero en Japón), es un videojuego de lucha en 2D que forma parte de la serie Street Fighter. Este juego apareció originalmente en versión arcade en Japón en 1995, siendo adaptado más adelante a formatos domésticos como PlayStation, Sega Saturn, PC y Game Boy Color.
En esta entrega, los personajes se ven más jóvenes dado que el argumento cronológicamente se sitúa entre el primer Street Fighter y Street Fighter II. Los personajes que regresan del segundo Street Fighter a la serie Alpha son Ryu, Ken, Chun-Li, Sagat, Akuma y M. Bison, mientras que los demás son nuevos, son revisiones modernizadas de luchadores viejos, como el caso de Birdie, o son originarios de Final Fight, como Guy y Sodom (Katana en la versión occidental), una serie de videojuegos que hasta entonces no tenía relación directa con Street Fighter.
Alpha fue una pequeña sorpresa para los aficionados a la serie porque abandonó las constantes continuaciones de Street Fighter II, que apenas ofrecían mejoras o cambios de jugabilidad pero no renovaban al juego por completo.

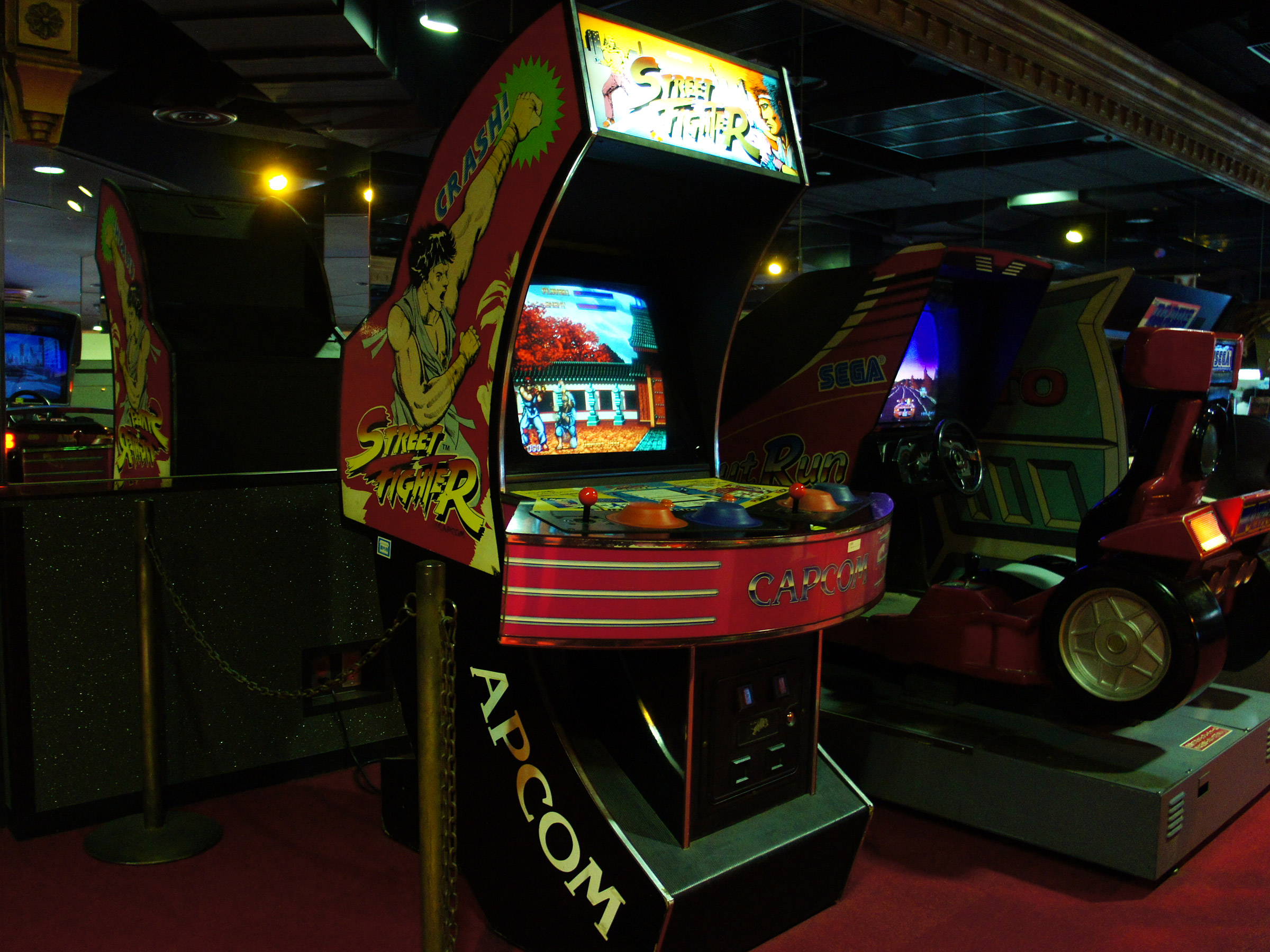
Street Fighter de CAPCOM.

Alpha fue diseñada desde cero, pero fue víctima de un tiempo de desarrollo muy corto, que inició en octubre de 1994, con el plan de concluir el juego por completo en apenas tres meses. El desarrollo finalmente duró seis meses, lo cual se ve reflejado en algunos aspectos del juego, como contar con diez luchadores controlables, en comparación con diecisiete de Super Street Fighter II Turbo, el título previo de Street Fighter.

## Novedades
- El sistema de juego tiene diferencias importantes comparado con Street Fighter II.
- Hay diez personajes seleccionables desde el principio y otros tres secretos.
- Por primera vez en la saga, no todos los personajes tienen sus propios escenarios, pero todos son nuevos, con un estilo nuevo más cercano a la estética del anime de la época, incluso retomando elementos de diseño presentes en Street Fighter II: The Animated Movie.
- Los sprites de los personajes poseen un tamaño enorme, similares a los aspectos que tienen en los crossovers con Marvel o es estilo de Darkstalkers, juego también publicado por Capcom.
- Se mantiene los movimientos especiales con sombras del Super Street Fighter II Turbo, pero todos los personajes tienen movimientos nuevos y más fantasiosos.
- Se agrega el Alpha Counter, un movimiento defensivo especial que permite devolver un ataque al enemigo mientras se bloquea.
- Es posible bloquear los ataques del adversario en el aire.
- El jugador no se enfrenta siempre al mismo jefe final (M. Bison o Akuma), en su lugar se enfrenta a un personaje clave en la historia del personaje elegido. Por ejemplo, Chun-Li enfrenta a M Bison, pero Ryu lucha contra Sagat, su antiguo enemigo, como jefe final.

## Luchadores
Street Fighter Alpha: Warrior's Dreams tiene a diez luchadores iniciales, a los que se le suman tres más ocultos, los cuales se pueden seleccionar ejecutando códigos específicos en la pantalla de selección de personaje o son enfrentados por el jugador al cumplir con determinadas condiciones.
La lista completa de luchadores es la siguiente:
- Ryu: Un joven estudiante de karate de la escuela Shotokan. Tras vencer a Sagat en el primer Street Fighter vuelve donde su maestro al que encuentra muerto, asesinado por su hermano Akuma. Ryu ronda por el mundo buscando a Akuma para vengar a su maestro.
- Ken Masters: Tras finalizar sus estudios en la escuela de kárate Shotokan junto con Ryu, y después de que este venciera a Sagat, Ken regresa a los Estados Unidos para reencontrarse con su novia Eliza, pero la extraña desaparición de Ryu le tiene preocupado, por lo que sale en su busca.
- Chun-Li: Una agente encubierta de la Interpol que persigue a la organización criminal Shadowlaw, a la que sospecha que pertenece Sagat. Cree que siguiéndo a Sagat encontrará al líder de esta organización, alguien llamado M. Bison, un loco sediento de poder.
- Charlie: Personaje nuevo en la saga, quien posteriormente es asesinado antes de los eventos de Street Fighter II por M. Bison. Un teniente del ejército de los Estados Unidos y el mejor amigo de Guile. Va tras la pista de la organización Shadowlaw y de su líder, el malvado M. Bison.
- Guy: Personaje protagonista de Final Fight. Tras poner orden en la conflictiva ciudad de Metro City junto con sus amigos Cody Travers y Mike Haggar, sigue en busca de la paz y la justicia recorriendo las calles al acecho de nuevos peligros que eliminar.
- Birdie: Originalmente del primer Street Fighter, pero con un look renovado. Birdie aspiraba a convertirse en uno de los guardaespaldas o lugartenientes de M. Bison, pero Shadowlaw nunca lo aceptó. Lleno de rencor, no dudó ni un segundo en crear todo tipo de conflictos en las calles y meterse en peleas callejeras para demostrar a Shadowlaw que podía ser muy peligroso.
- Sodom/Katana: Persigue a Guy para vengarse y trata de reorganizar a la pandilla Mad Gear. Es otro personaje originario de Final Fight, que aparece como jefe del nivel 2 en este juego.
- Adon: El alumno más aventajado de Sagat. Adon admiraba por encima de todo a su maestro, hasta que fue vencido por Ryu en el anterior Street Fighter. Desde entonces, no lo ve con los mismos ojos y cree que no es tan fuerte como creía. Ahora su mayor ilusión es convertirse en un luchador mucho más fuerte que su maestro.
- Rose: Personaje nuevo en la saga, es la contraparte buena de M. Bison, que el mismo ha exorcizado. Una bruja italiana que utiliza el tarot y los poderes celestiales para mantener el equilibrio entre el bien y el mal. Con su poder, intenta contener la fuerza de M. Bison, facilitando la labor del resto de luchadores callejeros.
- Sagat: El anterior campeón del mundo ahora no es más que una sombra de lo que fue. Tras caer derrotado por Ryu, su único objetivo es volver a enfrentarse con él y tumbarle en combate. A pesar del relativo odio que siente por Ryu, le admira como rival.
- M. Bison (oculto): El cerebro que controla la organización Shadowlaw. Casi nunca se deja ver en público. Sus planes son desconocidos, pero se sabe que su poder y fuerza son muy peligrosos.
- Akuma (oculto): Un alumno de la escuela de karate Shotokan del maestro Goutetsu, hermano de Gouken, el maestro de Ryu y Ken. Akuma fue seducido por el "Hadou oscuro" y se convirtió en un demonio sediento de poder. Mató a su hermano y, desde entonces, vaga por el mundo con la esperanza de que alguien acabe con su vida.
- Dan (oculto): Un karateka torpe que busca a Sagat por matar a su padre en un combate. Practica la técnica de karate Shotokan, pero no llega al nivel de Ryu y Ken. Es una burla directa a la compañía SNK, ya que es una mezcla de los personajes Ryo Sakazaki y Robert Garcia, ambos pertenecientes al juego Art of Fighting.

| País                                          | Personaje                                   | Origen                        | Escenario                  | Actor de voz        |
| --------------------------------------------- | ------------------------------------------- | ----------------------------- | -------------------------- | ------------------- |
| Japón                                         | Ryu                                         | Street Fighter                | (día)                      | Katashi Ishizuka    |
| China                                         | Chun-Li                                     | Street Fighter II             | Gran Muralla China (noche) | Yuko Miyamura       |
| Estados Unidos                                | Charlie / Nash en Japón                     | Primera aparición             | Este Nueva Orleans (noche) | Toshiyuki Morikawa  |
| Estados Unidos                                | Ken Masters                                 | Street Fighter                | Este Nueva Orleans (tarde) | Tetsuya Iwanaga     |
| Estados Unidos                                | Guy                                         | Final Fight                   | (tarde)                    | Tetsuya Iwanaga     |
| Inglaterra                                    | Birdie                                      | Street Fighter                | (noche)                    | Wataru Takagi       |
| Estados Unidos                                | Sodom                                       | Final Fight                   | Oeste Phoenix (noche)      | Wataru Takagi       |
| Tailandia                                     | Adon                                        | Street Fighter                | (día)                      | Wataru Takagi       |
| Italia                                        | Rose                                        | Primera aparición             | Coliseo Romano (día)       | Yuko Miyamura       |
| Tailandia                                     | Sagat                                       | Street Fighter                | (noche)                    | Miki Shinichiro     |
| Líder de la Organización Criminal de Shadaloo | M. Bison / Vega en Japón (Personaje Oculto) | Street Fighter II             | Oeste Phoenix (día)        | Tomomichi Nishimura |
| Japón                                         | Akuma / Gouki en Japón (Personaje Oculto)   | Super Street Fighter II Turbo | (día)                      | Tomomichi Nishimura |
| Hong Kong                                     | Dan (Personaje Oculto)                      | Primera aparición             | (tarde noche)              |                     |

## Lanzamiento y versiones
- Versión Arcade: junio de 1995.
- Versión PSOne: diciembre de 1995 (Japón y EE. UU.), y mayo de 1996 (Europa).
- Versión Sega Saturn: enero de 1996 (Japón, EE. UU. y Europa).
- Versión PC: junio de 2000 (sólo EE. UU.).
- Versión Game Boy Color: noviembre de 1999 (Europa), febrero de 2000 (EE. UU.) y marzo de 2001 (Japón).
- Versión Playstation 2 (dentro del recopilatorio Street Fighter Alpha Anthology): mayo de 2006 (Japón), junio de 2006 (EE. UU.) y julio de 2006 (Europa).
- Versión Playstation 3 / PSP (descargable desde PlayStation Store): agosto de 2008 (Japón y EE. UU.), y octubre de 2008 (Europa). Es la versión de PSOne.
- Versión Blackberry:2009 (es igual al de CPS-Changer y CPS-2 de arcade). Nota:esta versión fue creada en cooperación con Gameloft.

## Secuelas
Street Fighter Alpha fue seguido de dos secuelas: Street Fighter Alpha 2 en 1996 y Street Fighter Alpha 3 en 1998. Al igual que Alpha, estos dos juegos fueron lanzados para arcades y después aparecieron versiones actualizadas y adaptaciones para sistemas caseros. Los tres en esta serie y sus variaciones fueron incluidos Street Fighter Alpha Anthology, un juego compilatorio para PlayStation 2 publicado en 2006.